# Fremont (comté de Steuben, New York)
Fremont est une ville du comté de Steuben, dans l'État de New York, aux États-Unis,. En 2010, elle comptait une population de 1 008 habitants.

## Démographie
Lors du recensement de 2010, la ville comptait une population de 1 008 habitants, tandis qu'en 2014, elle est estimée à 986 habitants.